# Doglio
Doglio is een plaats (frazione) in de Italiaanse gemeente Monte Castello di Vibio.